# Akalyptoischion
Akalyptoischion es un género de escarabajos  de la familia Latridiidae. Habita en Estados Unidos. Andrews describió el género en 1976. Contiene las siguientes especies:
- Akalyptoischion anasillos Andrews, 1976
- Akalyptoischion atrichos Andrews, 1976
- Akalyptoischion chandleri Andrews, 1976
- Akalyptoischion giulianii Andrews, 1976
- Akalyptoischion hormathos Andrews, 1976
- Akalyptoischion sleeperi Andrews, 1976
- Akalyptoischion tomeus Andrews, 1976